# Antiquark
Els antiquarks són les antipartícules dels quarks; tenen les mateixes característiques i varietats dels quarks a excepció del signe de la seva càrrega de color, que és del color complementari (anomenat anticolor), i subsegüentment el signe de la seva càrrega elèctrica. Es designen amb la mateixa lletra que els quarks associats, però amb una barra horitzontal a sobre d'aquesta. Els quarks i els antiquarks es comporten segons la teoria de la cromodinàmica quàntica.
Altres propietats poden canviar entre quarks i els seus antiquarks associats: la bellesa és un nombre quàntic nul per a tots els quarks excepte per al quark b o quark fons, al qual val -1, i al seu antiquark, al qual val +1; mentre que l'estranyesa val -1 per al quark s, +1 per a l'antiquark s i zero per a la resta de quarks i antiquarks; l'encant val +1 pel quark c i -1 pel seu antiquark; i la veritat té el valor +1 per al quark c o cim, -1 pel seu antiquark i no és present en cap dels altres.
No han pogut ser observats aïlladament, només formant parells amb quarks. Els mesons, o hadrons de tipus bosònic, són les partícules elementals de la matèria formades per parelles d'un quark amb el seu antiquark complementari, aquestes tenen espín enter i són sensibles a les quatre forces fonamentals: gravetat, electromagnetisme, força nuclear forta i força nuclear feble.

## Característiques dels antiquarks
Els quarks es diferencien dels leptons, l'altra família de partícules elementals, per la càrrega elèctrica. Els leptons (com l'electró, el muó, el tau o els neutrins) tenen una càrrega completa (+1 ó -1), mentre que els quarks i antiquarks tenen una càrrega de -2/3 ó 1/3. També pel nombre leptònic, que és nul a tots els quarks i antiquarks.
Els antiquarks tenen les mateixes similituds i diferències generals amb els quarks que genèricament les antipartícules amb les seves partícules associades: tenen la mateixa massa (en sumar-se la d'un antiquark amb la del seu quark associat es duplica), el mateix espín o operador de moment angular intrínsec (en mòdul i en signe, en sumar-se la d'un antiquark amb la del seu quark associat, aquest val la unitat) i el mateix isoespín (en mòdul i amb el mateix signe a les components x i y); però, en canvi, tenen oposada (del mateix mòdul i signe contrari) la càrrega elèctrica (en sumar-se la d'un antiquark amb la del seu quark associat, s'anul·len), la càrrega de color (en sumar-se la d'un antiquark amb la del seu quark associat, s'anul·len), el nombre bariònic (que és -1/3 a tots els antiquarks, i +1/3 als quarks) i la component z de l'isoespín.
Tots els antiquarks, com els quarks, tenen un espín de 1/2 ħ, per això els mesons, formats per dues partícules d'espín una meitat, el tenen enter. Els antiquarks, com les altres partícules amb espín semienter, són fermions, i com a tals compleixen l'estadística de Fermi i Dirac i el principi d'exclusió de Pauli.
| Antiquark                                                           | Massa (MeV/c²)      | Càrrega elèctrica | Càrrega de color | Spin | B    | Estranyesa | Encant | Bellesa | Veritat |
| ------------------------------------------------------------------- | ------------------- | ----------------- | ---------------- | ---- | ---- | ---------- | ------ | ------- | ------- |
| Antiquark u o up, en anglès ({\displaystyle {\bar {\mathrm {u} }}}) | de 1,5 a 4 Nota     | -2e/3             | anticolor        | 1/2  | -1/3 | 0          | 0      | 0       | 0       |
| Antiquark d o down ({\displaystyle {\bar {\mathrm {d} }}})          | de 4 a 8 Nota       | e/3               | anticolor        | 1/2  | -1/3 | 0          | 0      | 0       | 0       |
| Antiquark s strange ({\displaystyle {\bar {\mathrm {s} }}})         | de 80 a 130         | e/3               | anticolor        | 1/2  | -1/3 | +1         | 0      | 0       | 0       |
| Antiquark c charm ({\displaystyle {\bar {\mathrm {c} }}})           | de 1.150 a 1.350    | -2e/3             | anticolor        | 1/2  | -1/3 | 0          | -1     | 0       | 0       |
| Antiquark b bottom ({\displaystyle {\bar {\mathrm {b} }}})          | de 4.100 a 4.400    | e/3               | anticolor        | 1/2  | -1/3 | 0          | 0      | +1      | 0       |
| Antiquark t, top ({\displaystyle {\bar {\mathrm {t} }}})            | uns 174.300 ± 5.100 | -2e/3             | anticolor        | 1/2  | -1/3 | 0          | 0      | 0       | -1      |

Nota: les masses són estimades i en repòs. L'estimació de la massa de {\displaystyle {\bar {\mathrm {u} }}} i {\displaystyle {\bar {\mathrm {d} }}} és controvertida i encara és en fase d'investigació; fins i tot, hi ha propostes en la literatura científica que suggereixen que l'antiquark {\displaystyle {\bar {\mathrm {u} }}} podria no tenir massa.